# برج شرکت گاز
برج شرکت گاز، (به انگلیسی: Gas Company Tower) آسمان‌خراش ۵۲ طبقه به ارتفاع ۲۲۸٫۳ متر (۷۴۹ فوت) و مساحت زیربنای آن ۱٬۳۱۳٬۳۶۰ فوت مربع (۱۲۲٬۰۱۵ متر مربع)، با کاربری اداری-تجاری است، که در شهر لس آنجلس، کالیفرنیا، ایالات متحده آمریکا مستقر می‌باشد. پروژه ساخت این ساختمان در سال ۱۹۸۸ آغاز شد و در سال ۱۹۹۱ تکمیل و افتتاح گردید. معمار این بنا اسکیدمور، اوینگز و مریل است.